# Шедания, Тамар
Тамар Шедания (груз. თამარ შედანია; родилась 31 января 1992 года) — грузинская модель, победительница конкурса красоты Мисс Грузия 2012 и представила свою страну на конкурсах Мисс Вселенная 2012 и Мисс Мира 2013.

## Юность
Тамар Шедания — известная модель в Грузии. Она участвовала в конкурсе International Elite Model Look в 2007 году. Она выбрала профессию модели из-за возможности путешествовать по миру, где она может узнать о разных культурах и людях.

## Мисс Грузия 2012 & Мисс Вселенная 2012 & Мисс Мира 2013
Тамар Шедания победив на конкурсе Мисс Грузия 2012 (10-м ежегодный национальный конкурс красоты) в Замке Рабати в Ахалцихе 26 сентября 2012 года. Шедания представляла Грузию на конкурсе Мисс Вселенная 2012. Несмотря на то, что она считалась фавориткой, ей не удалось войти в топ-16 финалисток конкурса. Она также представляла Грузию на конкурсе Мисс Мира 2013, где не смогла попасть в топ-20.